# Терапевт Матвей Мудров (поезд)
Терапевт Матвей Мудров — один из пяти передвижных консультационно-диагностических центров ОАО «РЖД» на базе поезда («поликлиника на колесах»). Приписан к НУЗ "Отделенческая поликлиника на ст. Хабаровск-1 ОАО "РЖД" Дальневосточной железной дороги, помимо этой дороги обслуживает по договорённости Забайкальскую железную дорогу, восточную зону БАМа на Восточно-Сибирской железной дороге, южную часть Якутии (ЖДЯ).
Специальный поезд, предназначенный для медицинского обслуживания жителей регионов, удаленных от центра страны, сформирован по заказу ОАО «РЖД» в рамках развития национальной программы по здравоохранению. Поезд был сформирован в 2005 году и отправился к месту приписки на Дальний Восток 12 января 2006 года.
В состав диагностического центра входят отделения ультразвуковой и рентгенодиагностики, кабинеты офтальмологии и эндоскопии, хирурга, лора, гастроэнтеролога, невропатолога и других специалистов. Кроме этого, в состав поезда включены лаборатория, флюоростанция и кабинет телемедицины, оснащенный спутниковой системой связи для обеспечения видеоконференций и консультаций со специалистами ведущих клиник страны. Для автономного энергоснабжения в состав поезда включён один вагон, оборудованный дизель-генераторными агрегатами.
Назван в честь Матвея Яковлевича Мудрова.
По состоянию на 31 декабря 2011 года поезд совершил 63 рейса и оказал медицинские услуги 55 000 человек.
По состоянию на начало 2013 года поезд совершил более 70 рейсов и оказал медицинские услуги 64 тысячам пациентов.